# Ethelwealh de Sussex
Æthelwealh (fl. (660 - -685) (también escrito Aedilualch, Aethelwalch, Aþelwold, Æðelwold, Æþelwald, o Ethelwalch) fue el primer rey histórico de Sussex. Æthelwealh se convirtió en el primer rey Cristiano de Sussex y era rey cuando Sussex fue convertida al cristianismo en el año 681. En el año 661, Æthelwealh recibió los territorios de Meonwara, actualmente Hampshire, y la Isla de Wight de su padrino, Wulfhere, rey de Mercia. Æthelwealh fue asesinado alrededor de 685 por Cædwalla, en aquella época príncipe de Gewisse, en el actual Oxfordshire, que había estado actuando como bandido en Sussex.
Toda la información conocida acerca de él proviene de breves menciones en La Vida de Wilfrid, de Esteban de Ripon, la Historia ecclesiastica gentis Anglorum de Beda, y la Crónica anglosajona. Æthelwealh fue el tercer gobernante del que se tiene registro de los Sajones del Sur en Sussex.
Algunos historiadores consideran que Æthelwealh fue instalado por Penda en 645, cuando Cenwalh fue expulsado de su reino por Penda por haberse divorciado de su hermana. Cenwalh había privado a la hermana de Penda de su estatus real, y como justa recompensa, cuando Penda invadió Wessex habría privado a Cenwalh de su condición de rey en Sussex.
Æthelwealh se convirtió al cristianismo durante su estancia en Mercia, donde su rey Wulfhere, fue su padrino de bautismo. En esa época la gente de Sussex eran paganos.
En 661, Wulfhere entregó a Æthelwealh los territorios de Meonwara y la Isla de Wight.
Æthelwealh se casó con Eafe (también escrito Eabae o Ebba), hija de Eanfrith (Eanfrid o Eanfridi), un gobernante del reino cristiano de Hwicce.
Wilfrid, el obispo exiliado de York, llegó a Sussex en 681 y convirtió a su población al cristianismo con la aprobación de Æthelwealh. Æthelwealh entregó a Wilfrid terrenos en Selsey donde fundó la abadía de Selsey. Wilfrid, no obstante, conoció a Caedwalla, un príncipe de Gewisse que vivía como bandido en Sussex, con el que llegó a un acuerdo para apoyarse mutuamente. Según Beda, en 686, Cædwalla invadió Sussex y mató a Æthelwealh.  Cædwalla fue entonces expulsado por dos de los ealdormen de Æthelwealh, Berhthun y Andhun. Cuando Cædwalla se convirtió en rey de los sajones del oeste, al año siguiente, conquistó Sussex y parece haber nombrado a Ecgwald como virrey (según prueba documental).
Según la tradición, Cædwalla invadió Sussex y se enfrentó a Æthelwealh en South Downs justo al sureste de Stoughton, cerca de la frontera con Hampshire, donde Æthelwealh fue vencido y muerto.  Según la misma tradición, Æthelwealh yace enterrado en el túmulo sur.